# Can't Stop (lied)
Can't Stop is een lied van de Red Hot Chili Peppers en staat op het album By The Way uit 2002. Het was de derde single van dat album, na "By The Way" en "The Zephyr Song". Het nummer wordt tegenwoordig vaak als openingsnummer van een concert van de Red Hot Chili Peppers gespeeld.
De intro van dit nummer is als het lied "Eternal Life" van Jeff Buckley, maar bij Can't Stop is meer een rock-geluid geproduceerd. De riff van Can't Stop stond op de veertiende plaats in de lijst The 50 Greatest Riffs Of The Decade van het blad Total Guitar.

## Videoclip
De video is geregisseerd door Mark Romanek. Het laat de vier bandleden zien die allemaal dingen doen als met een bal spelen of in een vuilnisbak zitten. Het begint met een camera die door een gele buis gaat richting zanger Anthony Kiedis met een bril op, zingende. Aan het eind van de video is er een bord waarop staat: "inspired by the one minute sculptures of Erwin Wurm". Gitarist John Frusciante speelde in deze video op een oranje Fender Toronado, waar hij normaal gesproken niet op speelt (dan speelt hij op oudere gitaren). Later vertelde hij dat de regisseur Mark Romanek wenste dat hij hier op speelde. Gewoonlijk bepalen de Red Hot Chili Peppers hoe zij zich gedragen in een video, werd later door de bandleden uitgelegd, maar Mark Romanek stond erop dat ze deden wat hij wilde. Uiteindelijk deden ze dat.

## Lijst van nummers

### cd-single 1
1. Can't Stop – 4:29
2. Right On Time (Live) – 2:14
3. Nothing To Lose (Live) – 13:00

- Right On Time (Live) en Nothing To Lose (Live) zijn opgenomen in Las Vegas op 31 december 2002

### cd-single 2
1. Can't Stop – 4:29
2. If You Have To Ask (Live) – 6:36
3. Christchurch Fireworks Music (Live) – 5:44

- If You Have To Ask (Live) is opgenomen in Las Vegas op 31 december 2002
- Christchurch Fireworks Music (Live) is opgenomen in november 2002 in Christchurch (Nieuw-Zeeland)

### cd-single 3
1. Can't Stop – 4:29
2. Christchurch Fireworks Music (Live) – 5:44

## NPO Radio 2 Top 2000
| Nummer met noteringen in de NPO Radio 2 Top 2000 | '18 | '19 | '20 | '21 | '22 | '23 | '24 |
| ------------------------------------------------ | --- | --- | --- | --- | --- | --- | --- |
| Can't Stop                                       | 941 | 849 | 909 | 914 | 808 | 814 | 906 |

1. ↑  Een vetgedrukt getal geeft de hoogste notering aan.
2. ↑  2018 was het eerste jaar met een notering voor dit nummer.